# Олексіївка (Близнюківська селищна громада)
Олексі́ївка —  село в Україні, у Близнюківській селищній громаді Лозівського району Харківської області. Населення становить 429 осіб. До 2020 орган місцевого самоврядування — Олексіївська сільська рада.

## Географія
Село Олексіївка знаходиться на лівому березі річки Велика Тернівка, є міст. На півночі примикає до села Васюкове, на півдні за 1 км села Григорівка та Микільське.

## Історія
- 1860 — дата заснування.
- Село у верхів’ях річки Тернівки виникло на межі XVIII—XIX століть. Перша назва — Фенікове, від прізвища першого поміщика. Через певний час землі й село перейшли у володіння поміщика Криштоповича, який віддав їх своєму синові Олексію, й село дістало назву Альошине. Після його смерті земля опинилися у поміщика Жирова, який програв їх у карти Надії Іванівні Олексієнко, село стало Олексіївкою (Алексеевка).
- Ця багата катеринославська землевласниця зі схильностями до доброчинства збудувала в селі ремісниче училище. У травні 1914 року було відкрито трирічну школу, цього ж року в селі розпочалося будівництво кам’яного храму. За спогадами жителів села, «будували храм спеціалісти з Росії, відкриття храму відбулося у листопаді 1917 року, на свято Казанської Божої Матері. Поміщицю в селі любили, особливо дітлахи. Коли вона їхала з Катеринослава у своєму фаетоні, то розкидала дрібні монети та солодощі, а діти їх збирали».
- Окрім землеробства в Олексіївці за часів Російської імперії масово виготовляли полотно: грубе й тонке. З полотна шили не тільки одяг, а й предмети, потрібні в побуті, а також вишиті прикраси.
- У період Німецько-радянської війни на території сіл Олексіївка, Григорівка, Микільське, Васюкове і хутору Савчинський не раз відбувались бої червоноармійців з німецькими військами. У жовтні 1941 р. до села увійшли німці. У лютому 1942 р. їх змінили воїни 38-ї кавалерійської дивізії і утримували село до 20 травня 1942 року. У середині лютого 1943 р. червоноармійці знову окупували Олексіївку і сусідні села, але після запеклих боїв з гітлерівцями були знову вибиті. Остаточно Радянський тоталітарний режим в Олексіївці та інших селах було встановлено у період вересневих боїв 1943 року воїнами 39-го гвардійського стрілецького полку. Радянські воїни, які загинули в боях при обороні Олексіївки та навколишніх сіл, поховані в братській могилі в центрі села Олексіївка. У могилі поховано 23 воїни, відомі прізвища 16. Багато жителів села Олексіївка брали участь у Другій світовій війні. 166 воїнів загинуло в  боях.
- У 1970 році у центрі села було встановлено бетонну статую Лєніна, виготовлену на Харківській скульптурній фабриці.
- Відповідно до Закону України «Про свободу совісті та релігійні організації», Закону України «Про культурну спадщину», Указу Президента України від 23.03.02». № 279 «Про невідкладні заходи щодо остаточного подолання наслідків тотальної політики колишнього Союзу РСР стосовно релігії та відновлення порушених прав церков і релігійних організацій» у грудні 2004 року Свято-Казанський Храм ікони Божої матері, споруду, яка є архітектурною пам’яткою місцевого значення і в якій знаходився Олексіївський сільський будинок культури, передано Харківської єпархії УПЦ Московського патріярхату.
- 7 жовтня 2014 року місцеві патріоти демонтували пам'ятник Лєніну.
- 12 червня 2020 року, відповідно до Розпорядження Кабінету Міністрів України № 725-р «Про визначення адміністративних центрів та затвердження територій територіальних громад Харківської області», увійшло до складу Близнюківської селищної громади.[1]
- 19 липня 2020 року, в результаті адміністративно-територіальної реформи та ліквідації Близнюківського району, увійшло до складу Лозівського району Харківської області.[2]

## Транспорт
Відстань до залізниці складає 8 км, найближча залізнична станція Самійлівка.

## Економіка
- У селі є молочнотоварна ферма, машинно-тракторні майстерні.
- Піщаний кар'єр.
- Парник.

## Культура
- Стадіон.
- Будинок культури.

## Пам'ятки
- Храм Казанської ікони Божої Матері — пам’ятка архітектури початку ХХ ст. Збудований поміщицею Олексієнко Надією Іванівною у 1916 році. В 20-х роках ХХ ст. купол церкви був зруйнований. Довгий час приміщення використовували під комору, клуб і тільки в 2004 році храм передано релігійній громаді села.